# 徐飞洪
徐飞洪（1964年5月—），男，浙江东阳东阳江镇召塘里村人，中华人民共和国政治人物、外交官，现任中华人民共和国驻印度大使。

## 生平
1987年，进入中华人民共和国外交部工作，先后在外交部新闻司、驻芬兰大使馆、驻釜山总领事馆、外交部干部司、驻奥克兰总领事馆任职。2005年，任驻英国大使馆参赞。2007年，任外交部欧洲司参赞，后升任副司长。2011年3月，出任中华人民共和国驻阿富汗大使。2013年，任外交部干部司副司长。2015年1月，出任中华人民共和国驻罗马尼亚大使。2018年5月，自驻罗马尼亚大使离任。7月，任外交部服务中心主任。2021年2月，任外交部部长助理。2024年5月9日，外交部网站“主要官员”栏更新，移除了部长助理徐飞洪的名字。次日，出任中华人民共和国驻印度大使，该职位在此之前已空缺长达18个月之久，是自1976年中印恢复互派大使以来最长的一次空缺。

## 任免乌龙
2023年12月8日，人力资源社会保障部网站发布国务院任免工作人员，免去徐飞洪的外交部部长助理职务。但人社部随即删除了这则任免，并在当日和次日分3则重新发布8日删除的任免内容，但3则重新发布的任免与删除版的任免相比，少了“免去徐飞洪的外交部部长助理职务”这一条。

## 家庭
已婚，有一子。